# Antojito

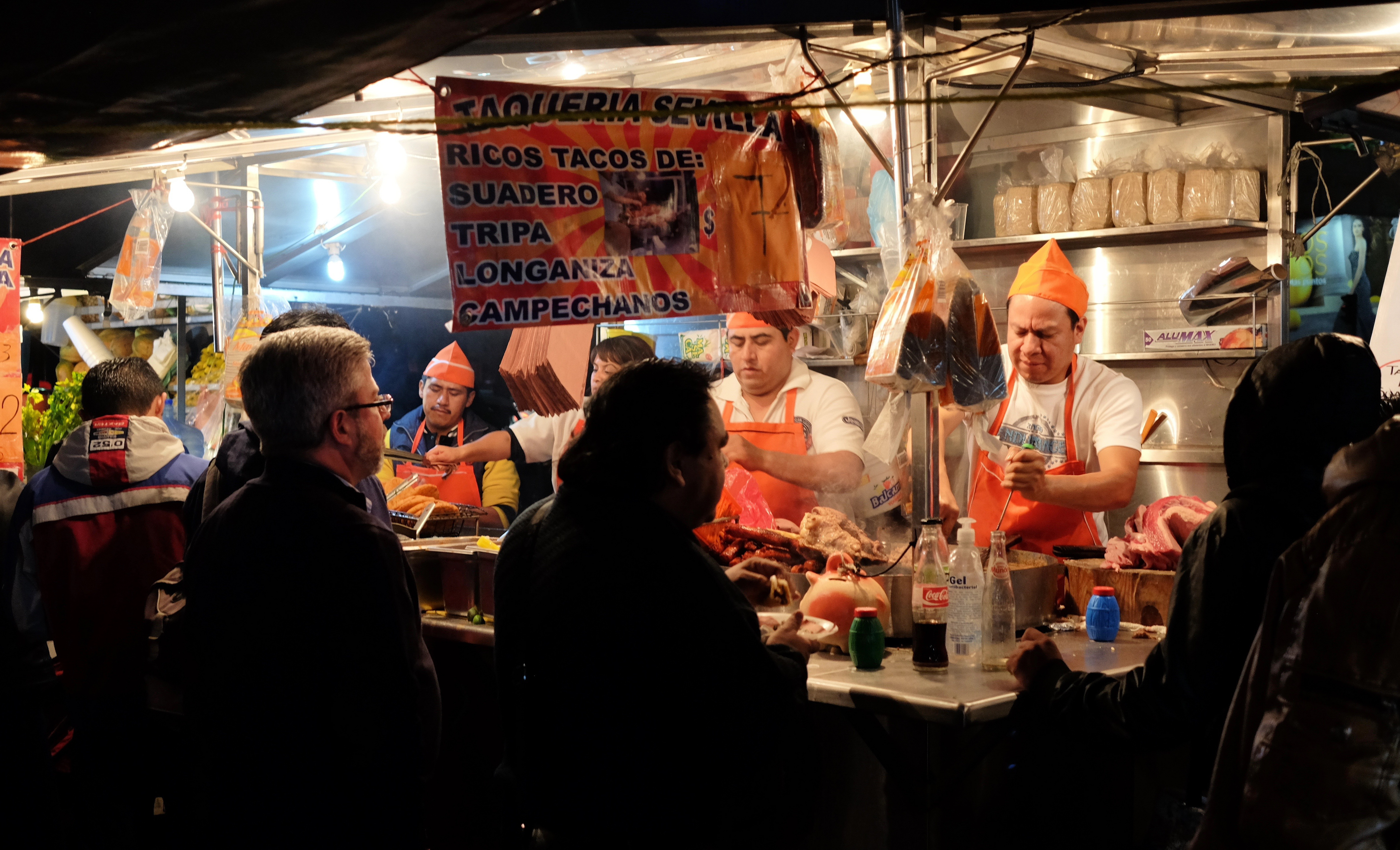
Puesto de tacos en la Zona Rosa, Ciudad de México.

Los antojitos son un tipo de comida de la calle que se suele tomar como aperitivo y forma parte de la cultura mexicana. Por lo regular, es un alimento a base de maíz, rico en grasas y acompañado de una salsa de chile, generalmente parte de una comida rápida e informal.

## Definición
Se conoce como antojitos a la comida de la calle por ser comidos de manera informal y sin ser la comida principal, servida a media tarde (aunque existen algunas excepciones).
Aunque algunos antojitos son considerados comida chatarra por su alto contenido en grasas, también pueden ser muy nutritivos y constituir una comida muy completa (dependiendo de su composición). Estos alimentos se pueden encontrar comúnmente en los mercados mexicanos y en su mayoría están disponibles en la mañana y en la tarde. México es conocido por su variedad respecto a comida de la calle, variando en cada región, localidad del país, y claro, en el sazón y estilo de cada persona.
Es sencillo encontrar antojitos durante la mañana y ya entrada la noche; particularmente fuera de Ciudad de México es complicado hallarlos a la mitad del día.  Las selecciones preferidas se encuentran en mercados, tianguis y paradas del transporte público. 

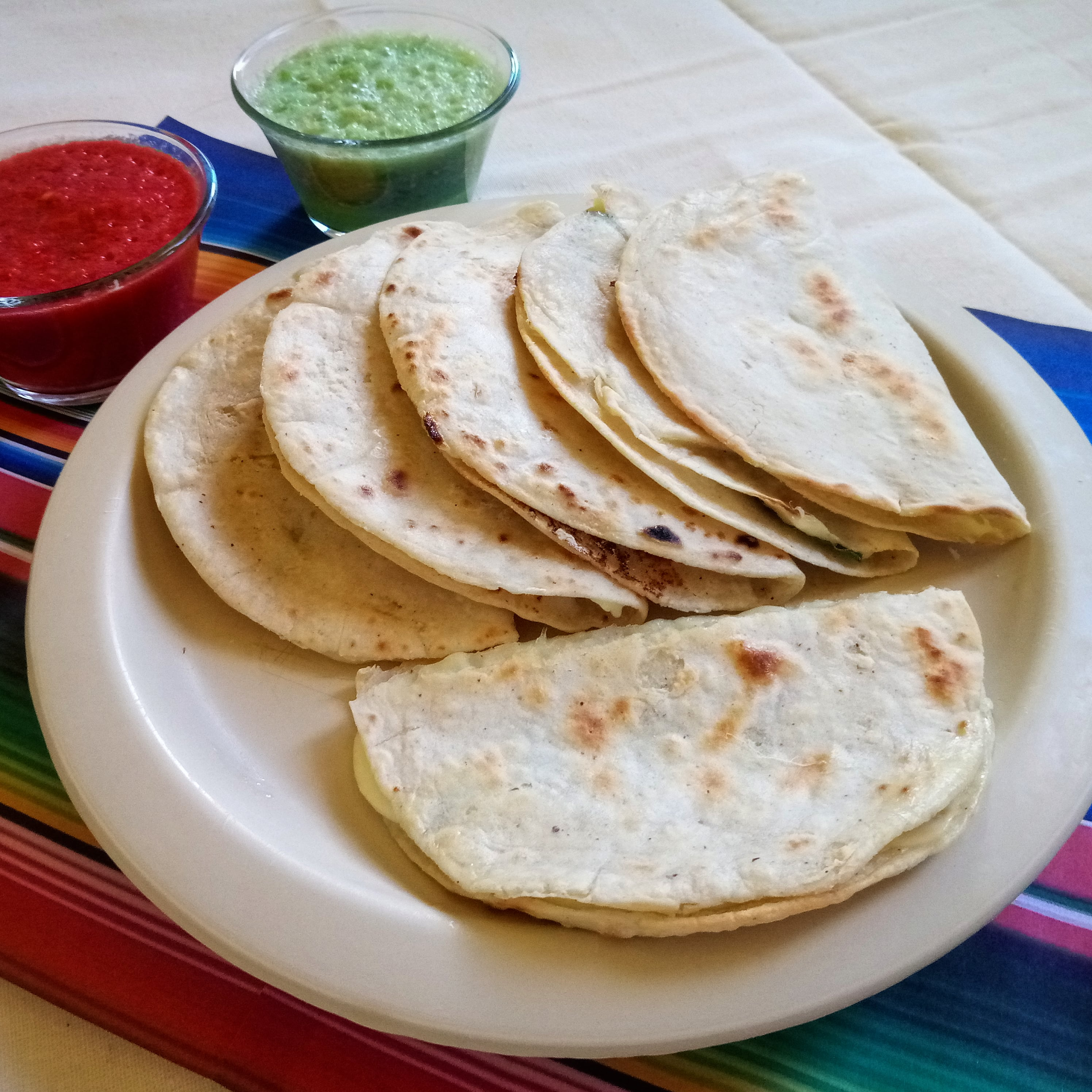
Quesadillas tradicionales de México

## Tipos de comida de la calle

### Taco
El taco es el platillo mexicano más conocido. Un taco es meramente una tortilla doblada con una especie de relleno que varía dependiendo de cada región. La mayoría de los tacos están hechos con tortillas de maíz, a excepción del norte donde predominan las de harina de trigo. Dichas tortillas son suaves aunque se puede freír todo el taco, en cuyo caso se llama «taco dorado». El taco tuvo sus orígenes en el período prehispánico, donde la tortilla se usaba a manera de utensilio.
El taco moderno se desarrolló en las zonas rurales de México donde las mujeres llevaban a sus esposos en el campo la comida envuelta en tortillas. Los tacos llegaron a la ciudad cuando puestos ambulantes comenzaron a vender comida para los migrantes del campo en el siglo XX. Esta afirmación corresponde particularmente a la Ciudad de México, que ofrece tacos de cada región del país. Desde las clases altas hasta los más pobres, todos en la sociedad mexicana comen tacos, llamándolo «el platillo mexicano más democrático».

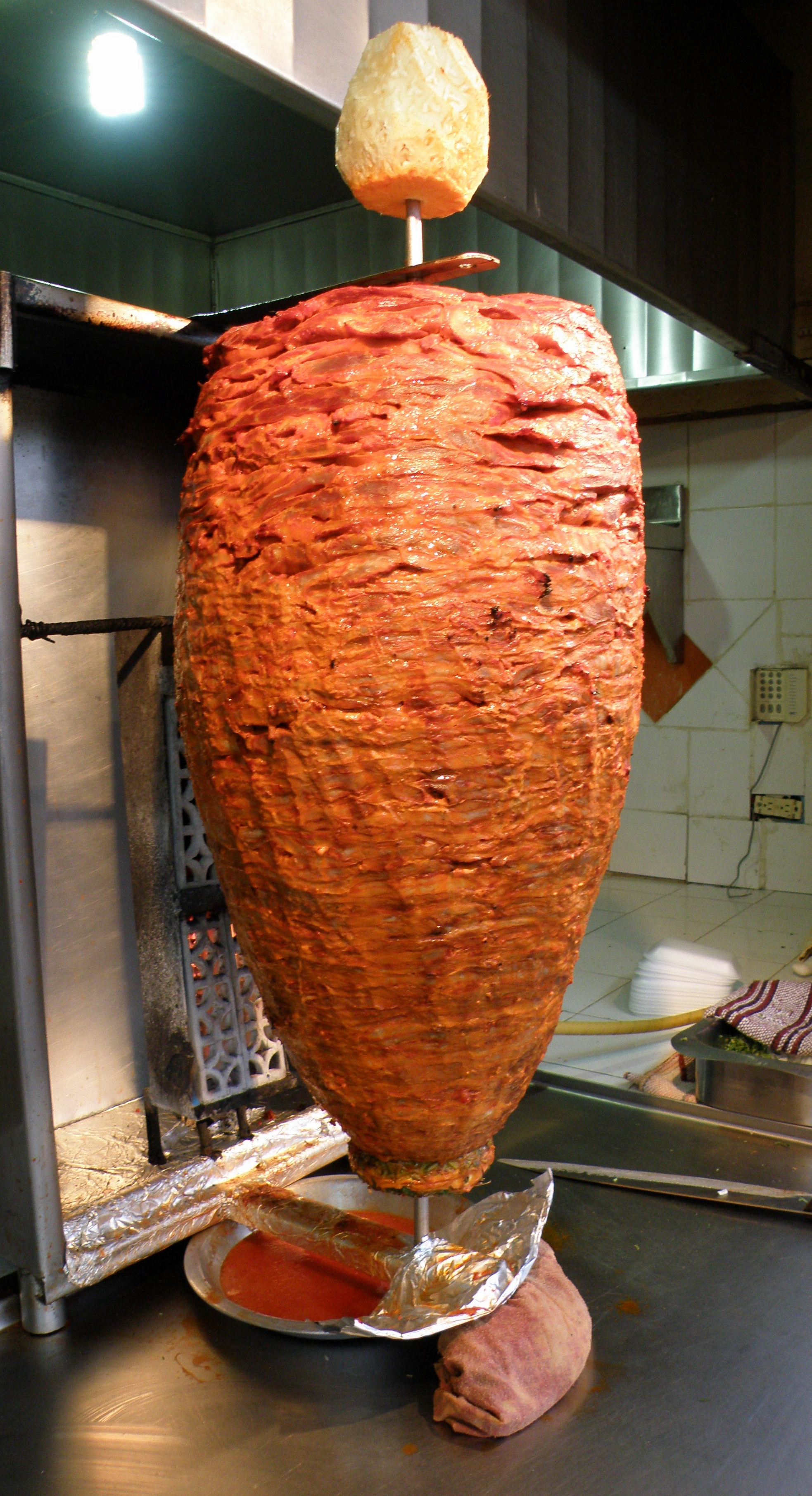
Trompo para tacos al pastor

El relleno de los tacos varía incluso de vendedor a vendedor, pero los más famosos son de pastor y suadero; pero también hay rellenos más exóticos como ojos, lengua o sesos de res. Los vendedores de taco se distinguen de otros principalmente por tener en sus puestos una gran tabla de madera llamada tronco en la que la carne y otros rellenos se pican con cuchillo. Las guarniciones pueden variar pero entre las más populares están la cebolla picada, cilantro, salsas, cebollas asadas y rebanadas de limón.
Ciertos tipos de taco sólo se encuentran disponibles en la mañana o en la noche, como por ejemplo los tacos de canasta o cabeza de res. Los tacos de canasta son los únicos tacos que no se preparan al momento: están hechos con tortilla y rellenos de papa, chorizo, frijoles y picadillo; después se ponen al vapor, se envuelven en papel para mantenerlos calientes y se transportan en canastas. La barbacoa es carne de cordero asada y es comúnmente encontrada en el centro del país donde se prefiere este tipo de carne. En el norte del país existe una versión modificada de la barbacoa: hecha con carne de res en lugar de cordero. La cabeza de res está hecha de carne y otras partes del novillo, que se encuentra normalmente en Sonora, el Bajío y la Ciudad de México; quienes venden este tipo de tacos terminan su mercancía y cierran a mediodía.
En las afueras de la Ciudad de México y otras ciudades como Puebla, los tacos no están disponibles hasta entrada la noche, particularmente los fines de semana, mientras otros puestos ponen en servicio distintas selecciones diferentes a lo que se encuentra en la noche. La carne se asa, fríe o pone al vapor. Uno de los tacos más populares en la Ciudad de México son los tacos al pastor: Una adaptación de la carne asada del Medio Oriente, introducida por los migrantes libaneses. Sin embargo, la carne es de puerco en lugar de res y se sazona con chile suave, cebolla y piña.
Otras variedades de tacos incluyen: tacos de guisado o de cazuela, rellenos de carne y/o vegetales en salsa. Las fritangas son tacos con carne frita como la salchicha. Las carnitas son cocinadas en manteca de puerco con un toque de jugo de naranja.
Originalmente era una especialidad de Michoacán y Jalisco, pero ahora se pueden encontrar en varias partes del país. El taco asado más conocido es la carne asada, originaria de Sonora: La carne se hace sobre carbón, originalmente mezquite. Se sirven con cebollas asadas y tortillas de maíz y harina dependiendo de la región. Los tacos de pescado provienen de Baja California y la costa del Pacífico, ganando también popularidad en los Estados Unidos.
Los codzitos son pequeños tacos populares en la península de Yucatán, los cuales se aprietan con palillos y se fríen después de ser rellenados, normalmente de puerco. La flautas, también llamadas taquitos o tacos dorados son parecidas a los tacos en cuanto a relleno pero estas se enrollan y fríen. Se acompañan con crema, queso fresco, salsa y vegetales como lechuga, cebolla y jitomate.

### Tamales
Existen tamales dulces y salados, picantes y suaves. Entre los más populares se encuentran los rellenos de puerco o pollo con salsa o mole; también es conocido el tamal de rajas, que son tiras de chile poblano y queso. Es uno de los antojitos menos peligrosos para quien los prueba por primera vez ya que se cocinan y mantienen en un cubo de vapor mientras se venden. Las corundas son una variedad del tamal en Michoacán: tienen una forma triangular y se envuelven en hojas de caña de azúcar. Se pueden comer sin condimentos, con salsa o acompañamiento para un platillo principal. La versión chiapaneca del tamal tiene un sabor distinto, con ingredientes como ciruelas pasas, almendras y hierbas locales como el chipilín, envuelto en hojas de plátano. Se venden en triciclos hecho especialmente para el oficio. Los puchepos son tamales hecho con maíz fresco, normalmente en Michoacán entre julio y agosto.

### Tostadas
Existen otros antojitos que también se hacen con tortillas. Las tostadas son tortillas endurecidas, ya sea porque fueron fritas o secadas, y se les añaden ingredientes como pollo deshebrado, puerco, carne, comida de mar, queso, crema, frijoles y/o salsa.

### Quesadillas
Las quesadillas derivan su nombre de la palabra queso y son tortillas doblada a la mitad y rellenas de queso y ocasionalmente otros ingredientes como picadillo, champiñones, rajas de chile, etc. El tipo de queso varía dependiendo la región mientras que en otros lugares, no utilizan queso al menos que el cliente lo solicite. Los empalmes son tres tortillas de maíz con frijoles y carne o estofado; tradicionales de Nuevo León. Las sincronizadas son dos tortillas de harina o maíz con carne y queso que se tuestan de cada lado hasta que el queso de derrite.

### Tlayudas
Las tlayudas se trata de una especie de tortilla de un tamaño mucho más grande, de consistencia correosa, que al cocinarse adquiere una consistencia tostada. Se prepara con una base de asiento (el sobrante de la preparación del chicharrón, es decir manteca y restos del chicharrón), frijoles refritos, queso fresco, quesillo, y repollo, los cuales se asan en carbón y se acompaña normalmente de una pieza de carne de la región (tasajo, cecina enchilada, chorizo, ubre, tripa), igualmente asada al carbón. Es uno de los antojitos más representativos del estado de Oaxaca.

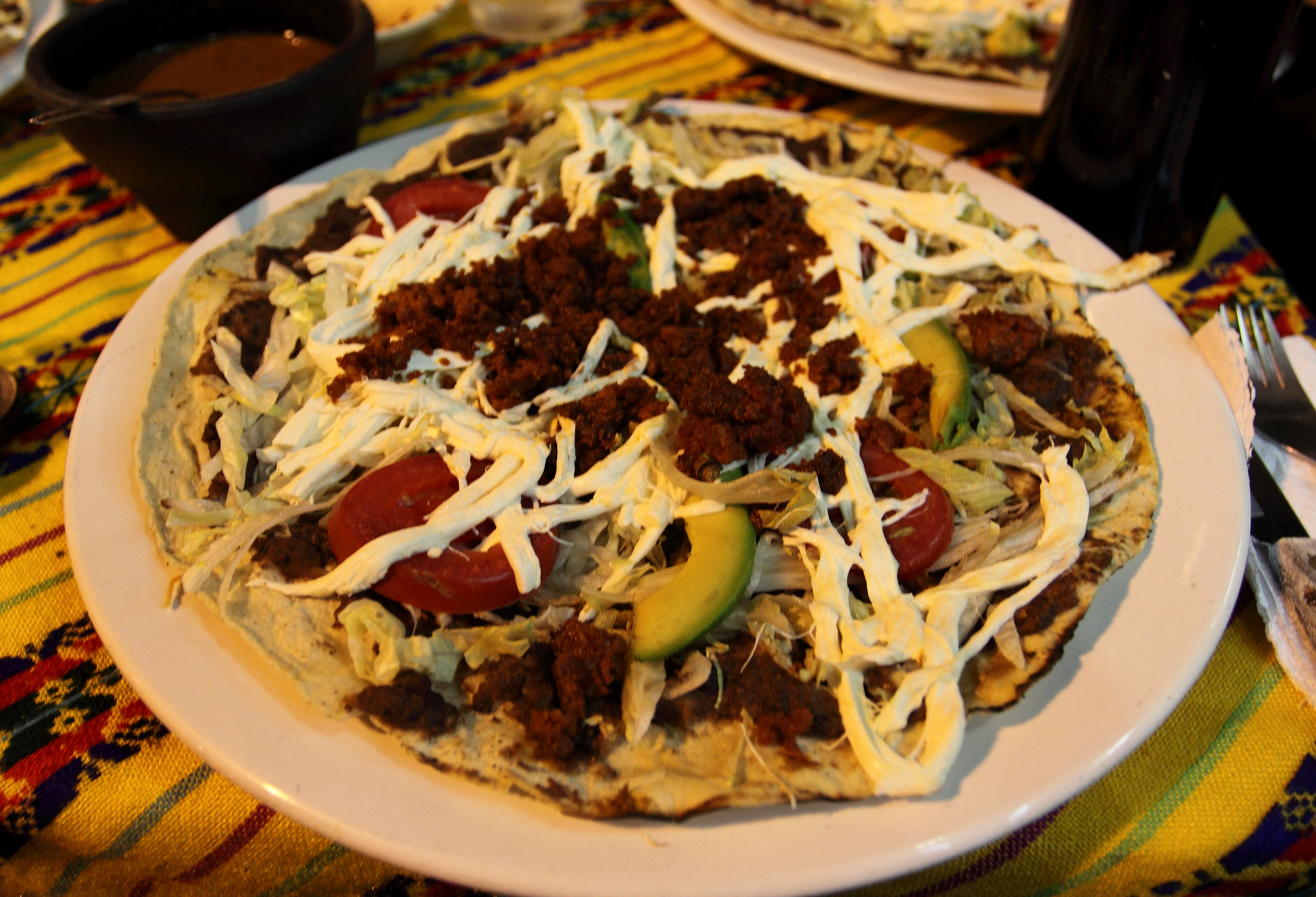
Tlayuda del estado de Oaxaca

### Gorditas
Las gorditas, se encuentran en casi todo el país, son tortitas gruesas de masa fritas o cocinadas en un comal, ambas con aceite. Después de cocinarse se parten y rellenan un varios ingredientes. En Coahuila existe una versión alterada de la gordita, hecha con harina de masa en lugar de maíz.

### Bocoles
Los bocoles son gorditas pequeñas y redondas, populares en Hidalgo, Tamaulipas, Veracruz y San Luis Potosí. Se rellenan con queso, picadillo, salsa, frijoles o huevos cocidos. Las empedradas, platillo de Tlaxcala, son piezas triangulares de masa de maíz azul mezclada con garbanzo y cocinada en el comal.

### Garnachas
Las garnachas son tortillas gruesas parecidas a las gorditas, cortadas y rellenas de puerco deshebrado y cebolla. Sobre esta se la agrega salsa, queso, vinagre y salsa de chile.
En Veracruz, las garnachas se le denomina a la tortilla frita cubierta de salsa con carne deshebrada (puede ser de pollo o de res, esta última la tradicional),cebolla picada y papa machacada.

### Memelas
Las memelas o picadas son tortillas largas y gruesas hechas de maíz mezclado con puerco frito y salsa. Se cocinan en un comal y se aderezan con salsa de tomate y lechuga o col picada.

### Tlacoyos
Los tlacoyos son de los platillos más populares en la Ciudad de México; Son alargados y hechos con harina de maíz azul, rellena con una pasta de frijoles antes de ser cocinados en un comal.

### Sopes
Los sopes, pellizcadas o picadas es un platillo típico de México, el cual es una tortilla de maíz gruesa, por lo regular frita con manteca o aceite y se le pueden agregar diversos guisos, pero originalmente eran solo hechos con frijoles, salsa, queso rallado, lechuga y crema. Este platillo es uno de los más consumidos en México, además de ser muy popular en todos los pueblos y cada un tiene su forma de guisarlos porque se sirven con nopales, chicharrón, picadillo, tinga de pollo, etc.

### Chalupas
Las chalupas son pequeñas tortillas de maíz, bañadas en salsa, aderezadas con hebras de carne cocida de res, cebolla picada y fritas en abundante manteca.

### Pelonas
Las pelonas consisten en un pan blanco, redondo, que es frito en aceite o manteca de cerdo, y así caliente, rellenado con lechuga, aguacate y carne de res deshebrada.

### Pambazos
Los pambazos consisten en un pan blanco, harinado, bañado en una salsa de chipotle, rellenos con la misma salsa que lleva además, carne molida de cerdo, adornados con aguacate, muy populares en Puebla, y en lugares como Veracruz, se prefiere no bañarlo en la salsa de chipotle y mantenerlo con la consistencia original.

### Cemitas
Las cemitas son muy populares en Puebla, platillo callejero y de restaurante, consisten en un pan redondo, abombado, muy dorado y crujiente, adornado con semillas de ajonjolí, el cual es rellenado con quesillo, aguacate, cebolla, pápalo y se escogen los siguientes ingredientes a gusto del cliente: pata de cerdo en vinagre, milanesa de cerdo o res, pollo, carne deshebrada de pollo y algunos lugares ofrecen otros ingredientes como chiles rellenos, por ejemplo, aunque los puristas argumentan que la auténtica cemita es de pata de cerdo en vinagre.

### Chilapas
Las chilapas son tortillas en forma parecida a un vaso, el cual se rellena de carne deshebrada, salsa, crema, aguacate, chile, cebolla y lechuga picada. Son una especialidad de Chilapa, Guerrero. 

### Huaraches
A los huaraches, también de grandes proporciones y planos en cuanto a dimensión, se les agrega carne deshebrada o picada y ya sea frijoles, queso, crema y/o salsa. Los sopes también son planos aunque algo gruesos y pellizcados en las orillas, se les agrega frijoles, salsa, entre otros.

### Elotes
El elote es el maíz fresco servido en mazorca o en granos. En mazorca se asa o se hierve y se cubre con mayonesa o crema, chile en polvo, queso Cotija, jugo de limón, sal y salsa picante. Los granos cortados se sirven en vasos y se les llama esquites; tienen normalmente los mismos ingredientes que el maíz en mazorca y se comen con cuchara. 

### Frutas y verduras frescas
Las frutas y verduras frescas también pueden ser considerados comida de la calle; los vasos de fruta son muy populares y varían según la temporada. Usualmente, contiene una o más de las siguientes frutas: sandía, papaya, mango, naranja, jícama y pepino. Se cortan en tiras delgadas o cubos, estas se aderezan con sal, jugo de limón y chile en polvo. 
La jícama es un tubérculo y es común comerla cruda, puede ser en tiras o en trozos en una ensalada o en una copa de frutas. Una jicaleta es un pedazo grande de jícama clavada en un palo de madera para que parezca una gran paleta, se puede comer sin condimentos o se les puede agregar polvos dulces o salados, salsa picante, jugo de limón, etc.

### Tortas
Los españoles y los franceses introdujeron una variedad de pan blanco que se ha adaptado a los antojitos. La torta consiste en un pan, normalmente telera, que se corta a la mitad para ser rellenado con frijoles refritos, queso, pollo, puerco, carnitas, huevo, aguacate, cebollas y jalapeños. 

### Molotes
Los molotes son otro tipo de torta: pan con relleno y salsa que varía dependiendo de cada región; en Hidalgo, los molotes tiene forma de cilindro y se rellenan con pollo, carne o queso. En Oaxaca, se rellenan con chorizo y papas, mientras que en Tlaxcala, tiene forma ovalada. 

### Salbutes
En Yucatán, se les llama salbutes a las tortas pequeñas que se calientan en comales y están rellenas con jitomate, repollo, cebolla y carne. Otro derivado europeo es la empanada: masa de harina de maíz que encierra un relleno (ya sea queso, carne, elote, espinacas, entre otras) y se hornea o fríe. En Hidalgo, se les llama «pastes», palabra derivada del inglés pasty.

### Caldos
El menudo, el pozole, el caldo tlalpeño y la pancita también son populares, así como el caldo de pollo. Este último también puede tener arroz, chícharos, condimentos como el orégano, cebolla, sal, limón y chile.

### Bebidas

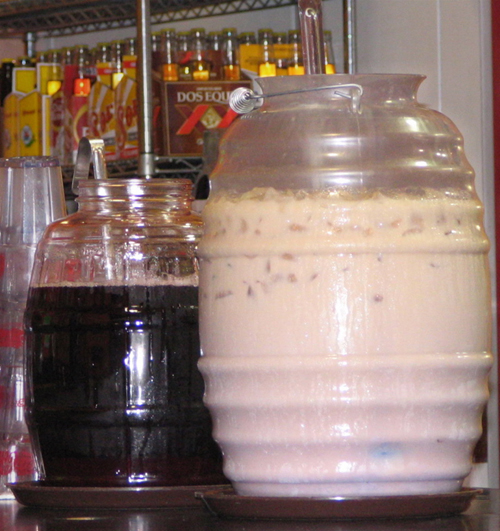
Jarras de agua de horchata (der.) y jamaica (izq.)

Además de la comida, hay varios tipos de bebidas populares en las calles, siendo las aguas frescas las clásicas. Dicha bebida se hace con fruta como sandía, mango, naranja, o limón, entre otros, junto con agua y azúcar. Algunas se hacen con arroz como el agua de horchata, coco, tamarindo y el agua de Jamaica, hecho a partir de la flor hibisco. En el sur del país, las bebidas de maíz fermentadas con populares y existen diferentes nombres y variedades. En Chiapas y ciertas regiones de la península de Yucatán, se le conoce a esta bebida como pozol, donde se endulza con chocolate y se sirve frío.

## Lista de antojitos y platillos mexicanos tradicionales más comunes
- Asado
- Birria
- Burritos
- Buñuelos
- Carne asada
- Caldo tlalpeño
- Caldo de res
- Cemitas
- Chalupas
- Chanclas poblanas
- Chicharrón
- Chilaquiles
- Chiles en nogada
- Chiles rellenos
- Cochinita pibil
- Discada
- Enchiladas
- Enfrijoladas
- Entomatadas
- Flautas
- Frijoles charros
- Gorditas
- Huaraches
- Huevos rancheros
- Menudo
- Mole
- Molletes
- Nopales
- Pambazo
- Pan de muerto
- Pan de pulque (originario de Saltillo, Coahuila)
- Panucho (originario de Yucatán)
- Pelonas Poblanas
- Picadillo
- Pollo rostizado
- Pozole
- Quesadillas
- Rajas con queso
- Rajas con crema
- Sopes
- Tacos
- Tamales
- Tinga
- Tlacoyos
- Tortas
- Tortillones
- Tostadas
- Lonches de Adobada

## Lista de bebidas mexicanas tradicionales más comunes
- Aguas frescas (de frutas)
- Horchata
- Agua de Jamaica
- Atole
- Champurrado
- Tepache
- Pulque
- Charanda
- Chocolate caliente
- Coco loco
- Jobo
- Margarita
- Mezcal
- Ponche
- Pozol
- Rompope
- Sidra
- Tejuino
- Tequila
- Bacanora
- Cerveza

## Antojitos mexicanos tradicionales menos comunes
- Corundas, del estado de Michoacán
- Pastes, del estado de Hidalgo
- Panuchos, del estado de Yucatán
- Salbutes, también del estado de Yucatán
- Tlayudas, del estado de Oaxaca
- Bocol y zacahuil de la región huasteca (colindancia de los estados de Veracruz, San Luis Potosí, Hidalgo y Tamaulipas).

Estos antojitos tradicionales muy rara vez se hallan fuera de sus respectivas regiones de origen.

## Popularidad por región

### Ciudad de México
Uno de los tianguis más conocidos en México está en la colonia Condesa de la Ciudad de México, que funciona allí los martes. También se pueden encontrar antojitos en otros lugares dentro de la capital del país, como el Metro Chilpancingo, el Mercado San Juan Arcos de Belén, la calle López en el Centro Histórico y el Mercado de Coyoacán.

## Impacto cultural fuera de México
La comida de la calle mexicana también ha tenido influencia fuera de su país de origen, particularmente en los Estados Unidos, donde el chef Hugo Ortega, originario de Houston, Texas y Rick Bayless de Chicago, Illinois han publicado libros dedicados completamente a este tipo de cocina. Varios chefs viajan a México para investigar la comida local, que cada vez gana más aprecio, incluyendo los antojitos. En los Estados Unidos, la comida tipo mexicana se puede encontrar en pequeños mostradores de ciertos restaurantes y va desde el Tex-Mex hasta las comidas mexicanas más regionales. Con más de 100 años de historia en lo que a comida de la calle mexicana respecta, Los Ángeles, California es conocido por sus camiones donde se sirven tacos, tortas, quesadillas, entre otros. Los tacos son para Los Ángeles lo que las salchichas para Chicago y lo que el cheesesteak para Filadelfia, Pensilvania. Dichos tacos pueden ser tanto tradicionales como originales y creativos. En esta ciudad también se encuentran unos camiones denominados Koggi (carne en coreano), que se volvieron famosos por su inusual mezcla entre comida mexicana y coreana. La Universidad de California organizó una conferencia acerca de la comida mexicana de la calle, donde se le distinguió culturalmente de la típica comida rápida.